# Josep Maria Valls i Vicens
Josep Maria Valls i Vicens (Barcelona, 5 de febrer de 1854 - Barcelona, 26 de juny de 1907) fou un novel·lista i advocat català, que va escriure amb el pseudònim Josep Maria Bosch Gelabert.

## Biografia
Fou fill del sastre Magí Valls i Bosch, natural de Castellserà, i de la seva esposa Anna Vicens i Gelabert, de Sant Feliu de Guíxols, sent inscrit amb els noms de Josep Maria Enric Ramon.
Fou directiu de la Cambra de Comerç de Barcelona i regidor de l'ajuntament de Barcelona. Políticament era vinculat a la Lliga de Catalunya, després Lliga Regionalista, i també membre de la Lliga Espiritual de la Mare de Déu de Montserrat. Col·laborà als periòdics en català La Renaixença, L'Esperit Català i La Ilustració Catalana, i fou un dels redactors del conveni d'Unió Catalanista el 1890.
Va morir als 53 anys, vidu de Manuela Martí i Quintana (1850-1897), amb la que havia casat el 1879 a Sant Feliu de Guíxols. Fou enterrat en el Cementiri de Montjuïc, en un panteó amb portes de bronze del panteó projectades per Lluís Domènech i Montaner.

## Obres

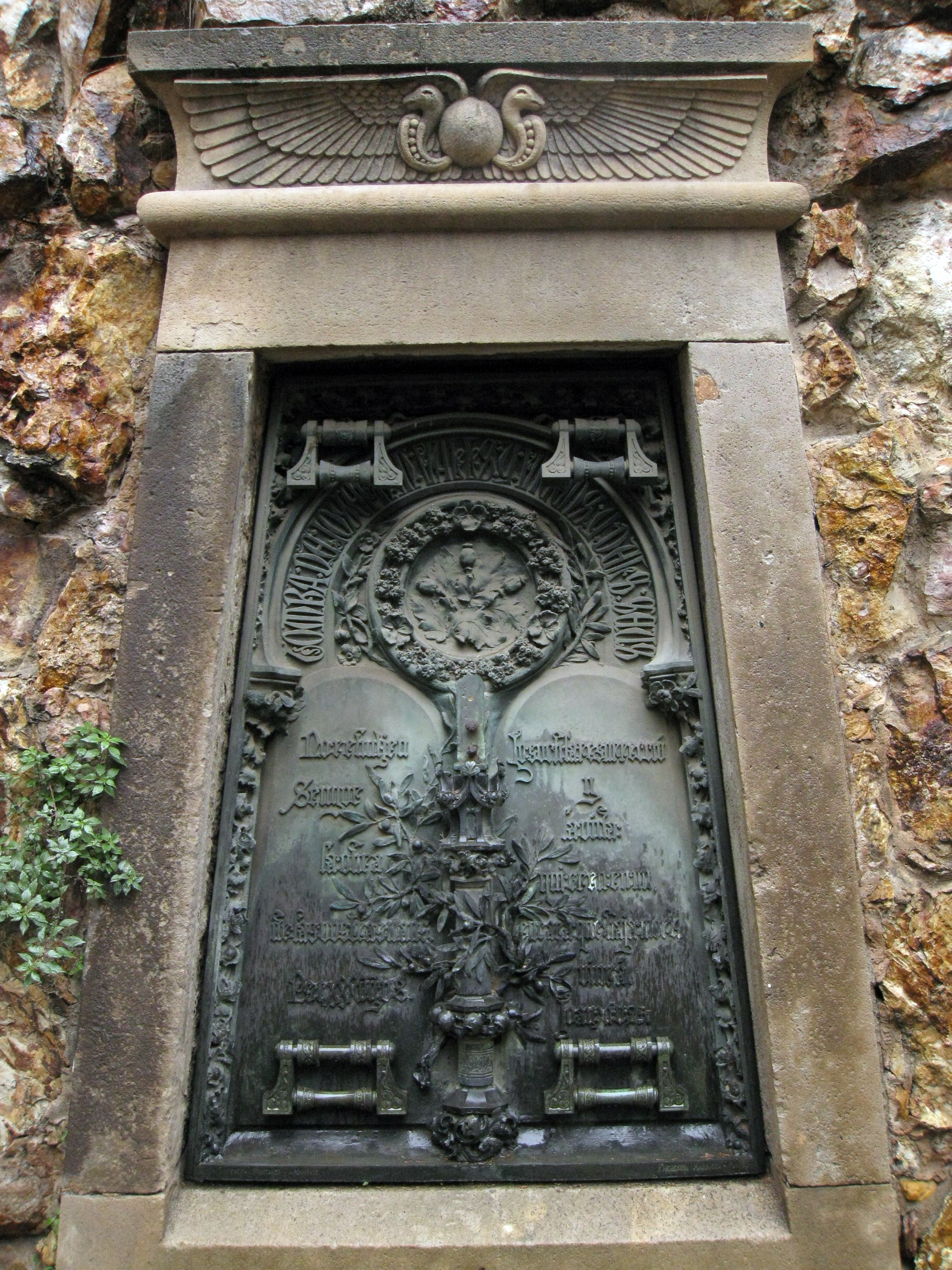
Tomba a Montjuïc

### Novel·les
- Mes memòries (1882)
- L'exemple (1885)
- Guideta (1887)
- Lo segador (1892),

### Drames
- Maria de Montpeller (1893)
- La vida moderna (1893)
- Lo missatge d'un cabdill (1895),

### Poesia
- Records i llàgrimes (1897)

### Assaig
- “Articles crítics sobre algunes costums catalanes” (1883)